# استیخرفلد
استیخرفلد (به هلندی: Stegerveld) یک منطقهٔ مسکونی در هلند است که در اومن واقع شده‌است. استیخرفلد ۳۲۰ نفر جمعیت دارد.